# Naruto Shippūden: Kizuna
Naruto Shippūden: Kizuna ( 劇場版 NARUTO−ナルト− 疾風伝 絆 Gekijōban Naruto Shippūden: Kizuna?, lit. Naruto Shippūden: Lazos) es la quinta película basada en el manga y anime escrito por Masashi Kishimoto. Fue anunciada el 3 de abril de 2008 en la página oficial de Naruto. La película, que fue lanzada a la pantalla grande en agosto de 2008, transcurre según la trama de Naruto en los episodios 48, 49, 50, 51, 52 y 53 de Naruto: Shippūden durante el reencuentro del equipo 7 con Sasuke. También en el final del episodio 67 se muestran unos avances. El tema de cierre de la película se titula No Rain no Rainbow y es interpretado por el grupo HOME MADE Kazoku.

## Argumento
Un misterioso grupo de shinobis llamados Sora-nen-kun proveniente del País del Cielo, comienzan un ataque sorpresa a Konoha porque esta casi destruyó el País del Cielo durante la última guerra ninja, pero sobrevivió y ahora se levantan contra Konoha por venganza.
El grupo comienza atacando Konoha, causando destrucción en la aldea. Los ninjas del país del cielo salen con sus dispositivos para planear por el aire y bombardean Konoha. Amaru viene a informar a Konoha que su Aldea había sido atacada y además que busca a su sensei, que esta actualmente en Konoha, debido a que este buscaba a un Doctor para ir con él a curar a los heridos de su Aldea.
Tsunade envía a un equipo que consiste en Naruto, Sakura y Hinata. Acompañan a Amaru, el muchacho, y Shinnou, su sensei, de nuevo a la aldea. El equipo viaja a través de un bosque lleno de bestias misteriosas y de animales venenosos usando canoas. Sora-Nin aparece repentinamente y Naruto y Amaru se ocultan bajo el agua hasta que Sora-Nin se marche. Cuando intentan volver a la superficie, Amaru deja caer por accidente su escalpelo precioso (un presente de su sensei). Este queda atrapado en unas algas submarinas pero Naruto logra sacarlo antes de que se ahogue, Naruto nota que Amaru es de hecho una mujer debido a sus pechos presentes. Naruto se ruboriza mientras que al mismo tiempo una venenosa piraña lo muerde y él se desmaya. Luego, Naruto despierta, gracias a Amaru que succionaba la sangre venenosa fuera de la herida en su muslo, así aumenta la ruborización de Naruto. Naruto le pregunta si él es ella y pregunta si ella siente algo por su sensei, haciéndolo ganarse una bofetada.
Mientras tanto en Konoha, los ninjas detienen su ataque pues necesitan recargar con chakra sus aeronaves, así que Konoha envía a otro equipo especial para buscar su base. Sai se acerca a las naves (que están cerca de la playa) en uno de sus pájaros de tinta para atraer su atención mientras que Shikamaru y Kakashi se ocultan detrás de algunas rocas cerca de la orilla para salir en el momento adecuado para infiltrarse y atacar. En la guarida de Orochimaru, este está debilitado puesto que su enfermedad se incrementa porque el jutsu de la transferencia de cuerpo que él utiliza está a punto de consumirse. Kabuto está atendiéndolo mientras que le dice a Sasuke que el país del cielo está atacando a Konoha, la cual Sasuke “no protege”. Orochimaru pide a Sasuke ayuda para conseguir a un hombre que pueda ayudarle a perfeccionar su jutsu de reencarnación.
Naruto y compañía finalmente alcanzan la aldea de Amaru y descubren que la aldea ha sido atacada gravemente y ahora esta en ruinas sin los habitantes. Amaru grita e intenta encontrar a algunos de los aldeanos. Ella acciona sin querer una trampa, enviando un manojo de kunais hacia ella. Naruto, Shinnou se interpone y recibe todo el ataque, Naruto, hinata y Sakura llegan pero ya es muy tarde, Shinnou muere. Después de que Amaru despierta estos continúan buscando a aldeanos. Sasuke llega en ese instante a la aldea.
Después, con una serie de acontecimientos, Naruto y Sakura se encuentran delante de un monstruo malvado que se alimenta de la oscuridad de las almas humanas y de alguna manera toma el control de Amaru. Sakura no demuestra ser ningún peligro para la bestia; la criatura detecta que Naruto tiene una energía oscura enorme dentro de él así que trata de herirlo, el monstruo le dice “tu no puedes matar a nadie sin él.” Esto hace que Naruto recuerde su falta de fuerza cuando encontraron a Sasuke y es emocionalmente inestable, haciéndolo adquirir la forma de Kyūbi y, al eventual estado de las cuatro-colas. Después de luchar durante un rato, este vuelve a la normalidad cuando de su pecho sale el sello que Sakura le había entregado de parte de Jiraiya.
Naruto le dice a Amaru que no haga caso a la oscuridad en su corazón. Sakura despierta en los brazos de Naruto y lo golpea. Deciden separarse, Naruto empieza a buscar a los aldeanos mientras que Hinata y Sakura vuelven para buscar ayuda. Entonces encuentran algunas ruinas viejas las cuales Shinnou mencionó anteriormente. Deciden entrar en las ruinas. Shinnou está dentro, vivo, diciendo algo sobre la conquista del mundo con la energía de la oscuridad. Shinnou menciona que ha estado investigando la energía de la oscuridad por cerca de 15 años y que finalmente llega a Konoha; ahora él necesita solamente una voluntad secreta con un jutsu de reencarnación escrito por él. Entonces se transforma en un enorme armatoste-criatura.
Shinnou, en armatoste, también intenta convencer a Naruto para utilizar el chakra del Kyūbi. Amaru se pierde en razones mientras que Shinnou y Naruto pelean. Desde que ella era pequeña ella tenía una enfermedad extraña y nadie le hablaba a ella, temiendo que serían infectados. Solamente Shinnou cuido de ella, buscando una cura. Ella finalmente admite su amor y sentimientos hacia Shinnou, permitiendo que Naruto aterrice de un golpe. Sasuke aparece repentinamente y dice que “Orochimaru necesita ayuda con su jutsu de reencarnación”. Shinnou le da un rollo y dice que ya es bastante ayuda. sasuke ataca a Shinnou con su Chidori y este vuelve a la normalidad. Este huye de la escena y Sasuke lo sigue. Naruto le dice a Amaru que vaya y encuentre a los aldeanos mientras que él va por Sasuke. Ambos llegan a un gran cuarto donde había un gran capullo, que era el monstruo que se alimentaba de la oscuridad de las almas humanas. Shinnou se funde con el capullo y ataca a Naruto y Sasuke. Usando un tentáculo como arma, atrapa a Naruto y Sasuke; Sasuke invoca al nivel 1 del sello maldito y lanza chakra malvado hacia él y Naruto, que capta el plan de Sasuke, libera un poco del poder de Kyubi que envía mucho chakra. Después de quedar libres, Sasuke entra en el nivel 2 del sello. La criatura ahora actúa sola después de absorber el chakra de Shinnou.
Mientras tanto, Konoha se infiltra con éxito la base de Sora-nin's. Amaru encuentra a Hinata y a los aldeanos en una celda y los libera a todos. Naruto aparece otra vez y pide Amaru que se vaya. Ella se rehúsa y Sasuke la lanza a la barca por la fuerza. Naruto también fuerza a Sasuke a irse destruyendo la plataforma donde él estaba con un Rasengan. Naruto susurra algo a Sasuke mientras este cae sobre las velas del barco volador. Entonces Naruto recuerda que una vez Jiraiya le dijo que él tenía la fuerza para derrotar a quien sea, entonces este crea muchos Kage bushin y comienza a destruir las ruinas. Cuando todo queda destruido el comienza a caer, inconsciente. Amaru, desde el barco ve a Naruto y se lanza para rescatarlo. Cuando lo alcanza ambos caen mientras Amaru lo abraza.
Naruto despierta en los brazos de Amaru en el piso, vivos, gracias a Jiraya que uso la panza de Gamabunta para amortiguar la caída, Sakura está junto a él enojada por la forma en que arregló las cosas. Sasuke vuelve y le da a Orochimaru el rollo que le dio Shinnou, entonces le pregunta si le sucedió algo y sasuke le responde: Siento que fue así. Sasuke sale de nuevo a la cascada recordando lo que le dijo Naruto: Yo definitivamente te traeré a Konoha.

## Trivia
La revista semanal Shōnen Jump reveló las siguientes trivias, las cuales dieron mucho de que hablar:
- Naruto y Sasuke formarán un equipo para combatir a las fuerzas de la oscuridad en el centro de su base.
- Es la primera película en la que Orochimaru y Kabuto hacen aparición.
- Aparecen dos nuevos personajes.
- El tercer rompecabezas revela que Naruto y Sasuke luchan uno al otro, y una fortaleza voladora de piedra los ataca. Tanto Naruto como Sasuke cargan hacia ella.

## Título real
Según las palabras de Masashi Kishimoto en una entrevista que le realizó la revista Shōnen Jump el 3 de mayo de 2008 la quinta película de Naruto se llamará: Gekijōban Naruto Shippūden: Kizuna (劇場版 NARUTO−ナルト− 疾風伝 絆 Naruto: Shippūden: Vínculos?). La entrevista se llevó a cabo en el canal de Shōnen Jump, donde Masashi Kishimoto ofreció sus palabras al público en general sobre la próxima película del anime.

## Protagonistas
Hasta el momento la revista semanal Shōnen Jump muestra que los protagonistas de la película serán:
| Personaje      | Actor japonés     |
| -------------- | ----------------- |
| Naruto Uzumaki | Junko Takeuchi    |
| Sasuke Uchiha  | Noriaki Sugiyama  |
| Sakura Haruno  | Chie Nakamura     |
| Kiba Inuzuka   | Kōsuke Toriumi    |
| Amaru          | Motoko Kumai      |
| Rock Lee       | Yoichi Masukawa   |
| Hinata Hyūga   | Nana Mizuki       |
| Sai            | Satoshi Hino      |
| Kakashi Hatake | Kazuhiko Inoue    |
| Neji Hyūga     | Keiko Nemoto      |
| Shino Aburame  | Unshō Ishizuka    |
| Tenten         | Yukari Tamura     |
| Shikamaru Nara | Showtaro Morikubo |
| Orochimaru     | Wakako Matsumoto  |
| Kabuto         | Nobutoshi Canna   |